# アメリカンズ
アメリカンズ（Americans）は、ナムコ（後のバンダイナムコゲームス）の野球ゲーム・ファミスタシリーズ及び派生作品に登場する架空の球団である（名称が同一であっても、作品によりチームカラーが大幅に異なる）。略称はAまたはAm。

## 概要
主にアメリカの都市名を冠した選手で構成される（一部例外アリ）。

### SUPERワールドスタジアム
1991年リリースのアーケード版『SUPERワールドスタジアム』（SWS）に登場したアメリカンズはメジャーリーグベースボール（MLB）の内、アメリカンリーグ加盟球団の選手をモデルとする選手により構成されるオールスターチームである。本作では、これとは別にナショナルリーグのオールスターチーム・ナシオナルズも登場した。
続編の『SWS'92』以降、しばらく登場しなくなるが『SWS'96』では後述のアメリカンズと同様に、U.S.A（略称・USA）の名称でアーケード版の最終作『SWS2001』まで登場した。なお、U.S.Aの所属選手は大部分がMLB所属球団の本拠地となっている都市名を冠しているが、カナダの都市名（モントリオール・トロント）を冠した選手やトルネード投法を使用する日本人投手「ヤマト」なども所属している。ユニフォームは家庭用のアメリカンズと異なり青と赤を組み合わせたデザインで、マスコットキャラクターやペットマークには自由の女神が使われている。

### 家庭用・携帯ゲーム機
ファミリーコンピュータ版『ファミスタ'87』から『'92』までの5タイトルやゲームボーイ版『ファミスタ』、PCエンジン版『プロ野球ワールドスタジアム』、パソコンゲーム各機種版に登場したメジャーリーガーズ（略称・M）を前身とするチーム。1992年発売のスーパーファミコン版の第1作『スーパーファミスタ』とゲームボーイ版『ファミスタ2』で登場した後、しばらく姿を消すが1996年発売の『スーパーファミスタ5』で再登場し、以後の家庭用・携帯ゲーム機向けタイトルでも多くのタイトルに登場。
選手名にはアメリカの都市名（ニューヨーク・ヒューストン・シアトルなど）が付けられている。
1997年発売のプレイステーション版『ワールドスタジアムEX』以降は一時期、登場しなくなり1999年発売の『ワールドスタジアム3』から2002年発売の『ファミスタアドバンス』までメジャーリーガーズ直系（実在選手の変名）のメリケンウォーリアーズ（略称・MW）に取って代わられたためアメリカンズの登場機会は失われるが、この空白期間中もアーケードのSWSでは『'96』から『2001』までの間、前述のU.S.Aがアメリカンズと同趣旨の球団として登場していた。アメリカンズのユニフォームは旧メジャーリーガーズやアーケードのU.S.Aとは全く異なるデザインで、黄色を基調にしたものとなっている。
その後、2007年発売の『プロ野球 ファミスタDS』で10年ぶりにアメリカンズの名称で登場。続編の『ファミスタDS2009』にも登場したが『ファミスタDS2010』では前年の第2回ワールド・ベースボール・クラシックにおけるアメリカ代表チームがベースとなったアメリカンイーグルス（略称・AE）に取って代わられた為、登場していない。

## 備考
ゲームボーイ用ソフト『ナムコギャラリーVOL.2』収録の『ファミスタ4』に登場するオリジナルズ（略称・O）は球団名こそ前作『ファミスタ3』のエディットチームと同名であるが、選手の名称やデータは『ファミスタ2』のアメリカンズと同じものになっている。
ファミコンの『ファミスタ'94』では、前作『ファミスタ'93』より登場しているNPBの外国人選手オールスターチーム・オールアメリカン（略称・A）にリー・タネル（ダイエー）1名しか実在の投手が所属しておらず、穴埋めでろす・さんふらん・しかご・はわい・ぐあむ・ぼすとんとアメリカの地名を冠した投手が加入している。